# Digital Trends
Digital Trends é um site de notícias de tecnologia, estilo de vida e informações sediado em Portland, Oregon, que publica notícias, análises, guias, artigos de instruções, vídeos descritivos e podcasts sobre tecnologia e produtos eletrônicos de consumo. Com escritórios em Portland, Oregon, Nova York, Chicago e outros locais, o Digital Trends é operado pela Designtechnica Corp., uma empresa de mídia que também publica Digital Trends Español, com foco em falantes de espanhol em todo o mundo, e um site de estilo de vida masculino The Manual.
O site oferece análises e informações sobre uma ampla gama de produtos que foram moldados pela tecnologia. Isso inclui produtos eletrônicos de consumo, como smartphoness, jogos eletrônicos e sistemas, laptops, PCs e periféricos, televisores, sistemas de home theater, câmeras digitais, câmeras de vídeo, tablets e muito mais.
De acordo com o provedor de análise da web de terceiros SimilarWeb, o site recebeu mais de 40 milhões de visitas por mês em junho de 2018. A equipe editorial do Digital Trends é liderada pelo editor-chefe Jeremy Kaplan e guiada pelos cofundadores Ian Bell e Dan Gaul.

## História
Ian Bell e Dan Gaul fundaram a Digital Trends em junho de 2006 em Lake Oswego, Oregon.
Em maio de 2009, a Digital Trends mudou sua sede do Lago Oswego para a U.S. Bancorp Tower no centro de Portland, Oregon. A empresa abriu um segundo escritório na cidade de Nova York em 2012. Digital Trends é uma empresa privada de capital. Digital Trends en Español, uma versão em espanhol do site que oferece reportagens originais com foco nos consumidores que falam espanhol em todo o mundo, foi lançada em dezembro de 2014. O editor-chefe Juan Garcia lidera uma equipe internacional de profissionais experientes, entre eles Milenka Pena, indicada ao Emmy e ganhadora do Silver Done Award, que trabalha como editora de notícias do site espanhol.
O Digital Trends viu um aumento na popularidade nos últimos anos; o site alegou um aumento de 100 por cento no tráfego em setembro de 2015, alcançando mais de 24 milhões de leitores únicos globalmente e mais de 13 milhões de leitores nos Estados Unidos. Atualmente atinge cerca de 30 milhões de leitores por mês, que visualizam mais de 100 milhões de páginas.
Além do crescimento, 2015 viu uma série de mudanças para o Digital Trends. O site expandiu seu programa de premiação para incluir várias feiras internacionais, incluindo Mobile World Congress em Barcelona e IFA em Berlim. Ela também lançou seu primeiro carro do ano e prêmios Smart Home, destacando o crescente investimento do site nessas áreas. A empresa também lançou a DT Design, uma agência interna de anúncios criativos, para focar em conteúdo de marca e unidades de publicidade de alto impacto.
No final do verão de 2016, a Recode relatou um acordo com a Condé Nast para adquirir a Digital Trends por US$ 120 milhões, observando que o site deve gerar US$ 30 milhões em receita este ano e cerca de US$ 6 milhões em lucro. Bell negou que sua empresa esteja em negociações, mas reconheceu que a empresa "é abordada periodicamente por compradores em potencial". Digiday também escreveu sobre o negócio, comparando o tráfego do site a "propriedades como a rede Purch, CNET e The Verge, e à frente da USA Today Tech, Yahoo! Tech e Tech Insider do Business Insider." Em junho de 2020, conforme a Digital Trends postou declarações de apoio ao Black Lives Matter, ex e atuais funcionários observaram preconceito racial, homofobia, bullying e assédio sexual, incluindo em uma festa de feriado de 2017 e estereótipos em uma festa "Gin and Juice" em 2018. O CEO Ian Bell observou "fraquezas na empresa", acrescentando "Não sou um defensor da cultura do cancelamento."